# Den trætte død
Den trætte død er en tysk stumfilm fra 1921 af Fritz Lang.

## Medvirkende
- Lil Dagover
- Walter Janssen
- Bernhard Goetzke
- Hans Sternberg
- Carl Rückert
- Max Adelbert
- Wilhelm Diegelman
- Erich Pabst